# Kirjat Schmuel

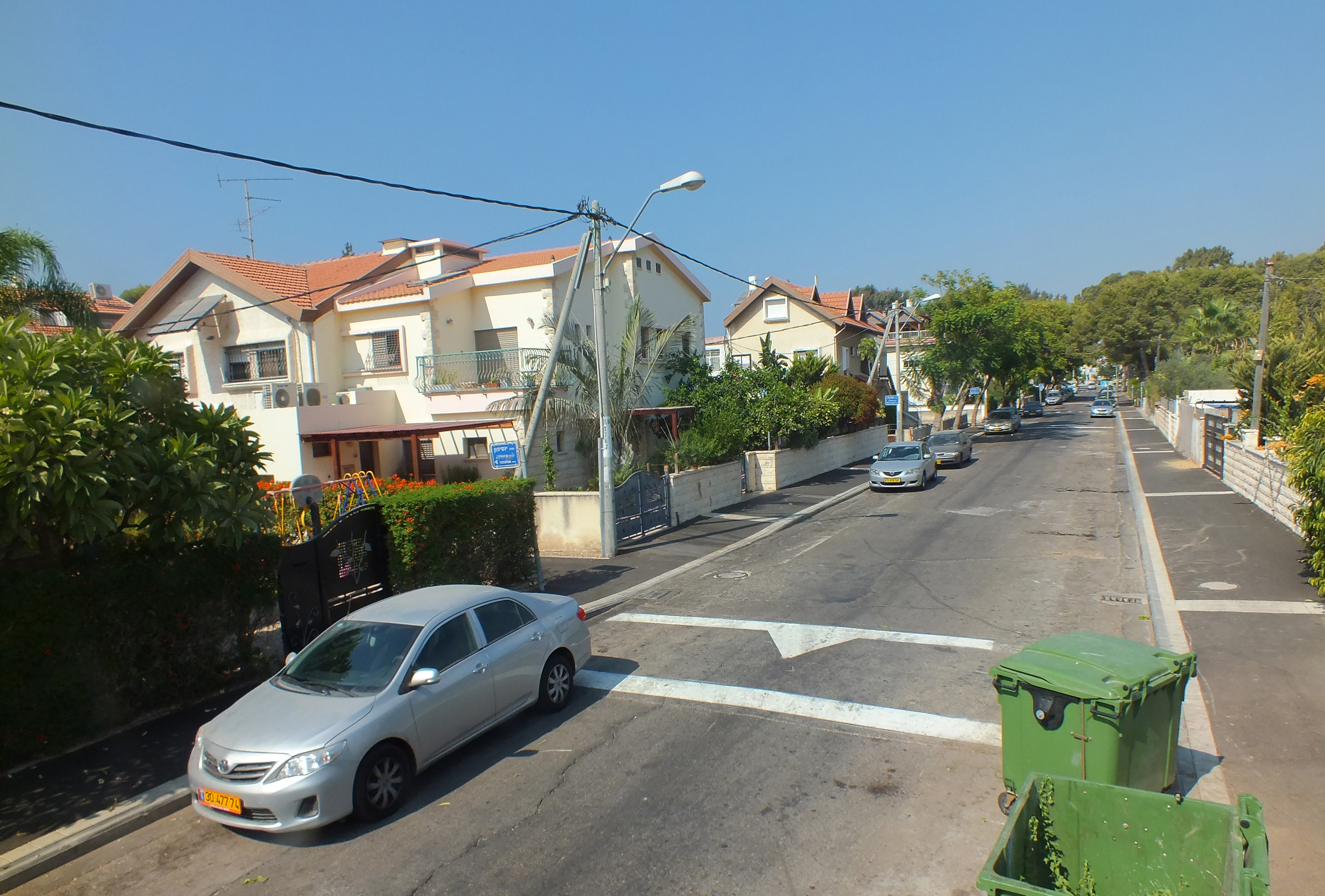
Eine typische Straße

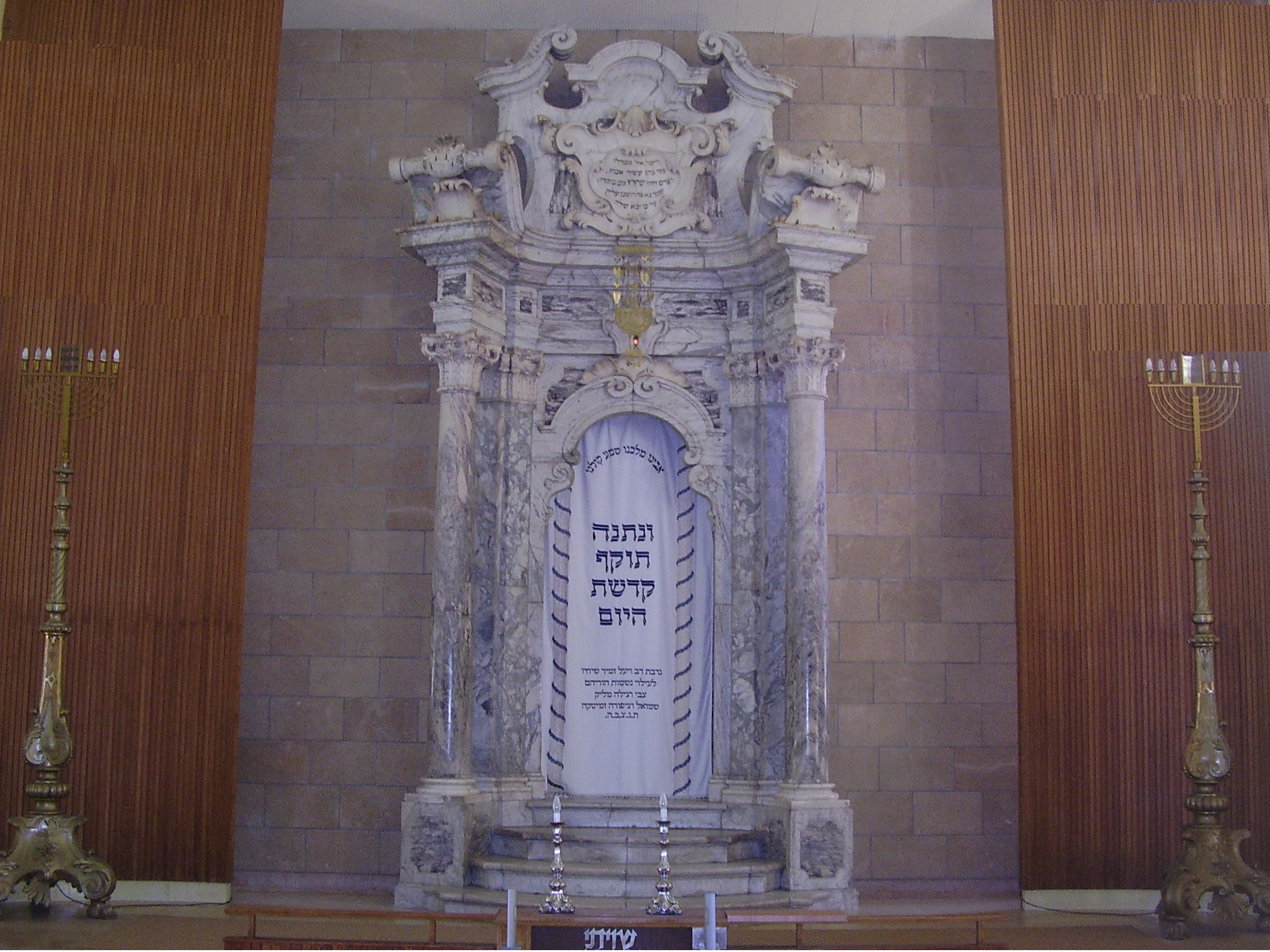
Der Toraschrein der zentralen Synagoge in Kirjat Schmuʾel stammt ursprünglich aus der Synagoge (Reggio nell’Emilia) in Italien.

Kirjat Schmuʾel (hebräisch קִרְיַית שְׁמוּאֵל, translit.: Qiryat Šmūʾel, auf Deutsch ‚Stadt Samuels‘) ist eine kleine israelische Ortschaft mitten im Ballungsraum Krajot, in der Nähe von Haifa. Kirjat Schmuʾel wurde 1933 gegründet. Obwohl Kirjat Schmuʾel nicht direkt an Haifa grenzt, gehört die einstmals selbständige Gemeinde seit 1952 zur Stadt Haifa. Aus dem Rest der industriell geprägten Krajot sticht Kirjat Schmuʾel insofern heraus, als beinahe alle seiner rund 6.000 Bewohner religiös bzw. national-religiös sind. Aufgrund der überwiegend religiösen Bevölkerung werden an Sabbat die Eingangsstraßen für motorisierten Verkehr gesperrt. Der Bahnhof Kirjat Motzkin der Bahnstrecke Naharijjah–Beʾer Scheva grenzt direkt an Kirjat Schmuʾel.